# Пфингстен, Кристоф
Кристоф Пфингстен (нем. Christoph Pfingsten; род. 20 ноября 1987, Потсдам, ГДР) — немецкий профессиональный шоссейный и циклокроссовый велогонщик, выступающий за команду Мирового тура «Bora-Hansgrohe».

## Достижения

### Шоссе
2006
2-й Майнфранкен-Тур
2007
1-й Этап 3 Гран-при Геменца
2010
3-й Гран-при Рингерике
1-й Этап 5
2012
3-й Олимпия Тур
2013
3-й Тур Оверэйссела
3-й Сиркуит дез Арденн
1-й Пролог (КГ) Вольта Португалии
2014
1-й Пролог Флеш дю Сюд
2018
1-й Этап 1 (КГ) Тур Чехии

### Циклокросс
2010
2-й  Чемпионат Германии
2011
2-й  Чемпионат Германии
2011
1-й  Чемпионат Германии
2011
3-й  Чемпионат Германии

## Статистика выступлений

### Гранд-туры
| Гонка           | 2016 | 2017 | 2018 |
| --------------- | ---- | ---- | ---- |
| Джиро д'Италия  | —    | —    | 58   |
| Тур де Франс    | —    | —    | —    |
| Вуэльта Испании | 75   | 142  | —    |

| — | Не участвовал |